# La isla deshabitada (Scarlatti, G.)
La isla deshabitada (L’isola disabitata) es el título de una ópera bufa, en tres actos,  con libreto del escritor, dramaturgo y libretista italiano Carlo Goldoni (1707 – 1793) y música del compositor italiano Giuseppe Scarlatti (Nápoles, 1718 / 1723 – Viena, 1777). Se estrenó en el Teatro San Manuel de Venecia, el 20 de noviembre de 1757.

## Personajes
| Personaje                        | Tesitura  | Reparto el 20 de noviembre de 1757 Director: Giuseppe Scarlatti |
| -------------------------------- | --------- | --------------------------------------------------------------- |
| Gianghira (muchacha china)       |           | Maria Monari                                                    |
| Roberto (almirante holandés)     |           | Giuseppe Borelli                                                |
| Valdimonte (capitán de navío)    | bajo      | Michelangelo Potenza                                            |
| Garamonte (jefe de la marinería) | bajo bufo | Francesco Carratoli                                             |
| Pánico (marinero)                |           | Francesco Baglioni                                              |
| Carolina (criada)                |           | Giovanna Baglioni                                               |
| Giacinta (criada)                |           | Catterina Ristorini                                             |
| Marinella (criada)               |           | Vicenza Baglioni                                                |

En 1760, Scarlatti, presentó en Génova La isla deshabitada bajo el título de La cinese smarrita (La china perdida).

## Argumento
La acción se desarrolla en una pequeña isla del mar de Kamchatka, en el océano Pacífico.
Unos marinos holandeses al mando del almirante Roberto, desembarcan en lo que ellos creen una isla desierta. 

Al poco tiempo se tropiezan con Gianghira, una muchacha china a la que su padre abandonó en la isla por negarse a aceptar un matrimonio de conveniencia. Entre Roberto y la muchacha pronto se establece una relación amorosa, pero Gianghira, se niega a ceder ante los requerimientos de Roberto si antes no es perdonada por su padre.
Los subordinados de Roberto, incluida la servidumbre, se ponen de acuerdo para ayudar a su señor: se vestirán de chinos, haciéndose pasar por enviados del padre de Gianghira que traen el perdón a la muchacha.
La comedia, tras los inevitables malentendidos y situaciones cómicas, acaba con el triunfo del amor entre los dos amantes.

## Influencia
Carlo Goldoni es considerado como uno de los padres de la comedia italiana, utilizándose sus obras como libretos de una gran cantidad de óperas de los más reputados compositores, como  son Galuppi, Haydn, Antonio Salieri entre otros, llegando hasta el siglo XX con el compositor Ermanno Wolf-Ferrari.